# KM Pekan
| Navio irmão Yahiko    |                                             |
| Visão geral da classe |                                             |
| Nome                  | KM Pekan                                    |
| Operadores            | Agência de Fiscalização Marítima da Malásia |
| Ativo                 | 1                                           |

| Tipo                  | Navio patrulha offshore                                                       |

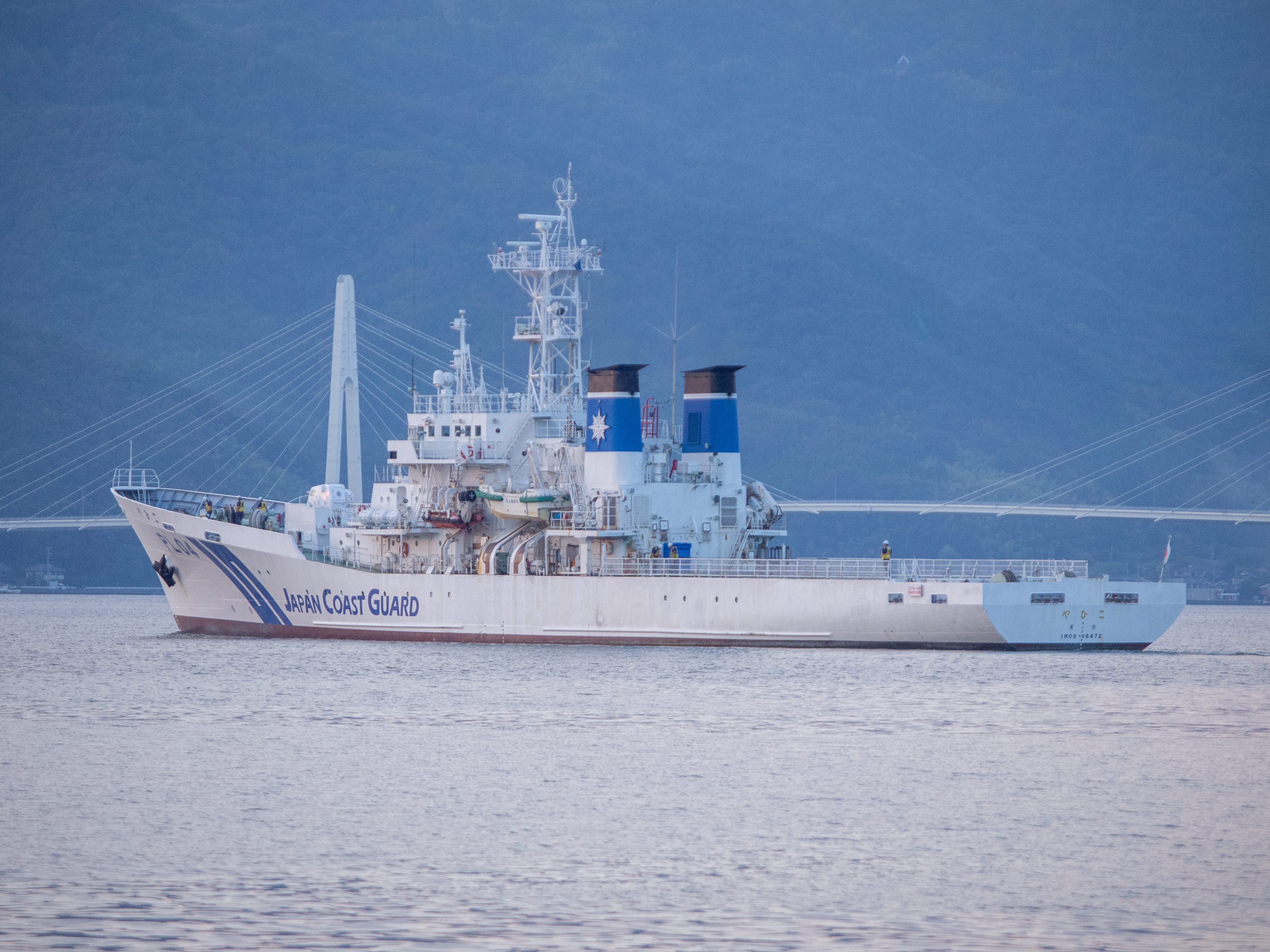

| Deslocamento          | - 1.304 t (1.283 toneladas longas ) padrão - 1.913 t (1.883 toneladas longas) |
| Comprimento           | - 91,40 m (299 pés e 10 pol) de profundidade - 87,00 m (285 pés 5 pol) pp     |
| Feixe                 | 11,00 m (36 pés e 1 pol.)                                                     |
| Rascunho              | 3,50 m (11 pés e 6 pol.)                                                      |
| Propulsão             | 2 × motores diesel                                                            |
| Velocidade            | 20 nós (37 km/h; 23 mph)                                                      |
| Resistência           | 30 dias                                                                       |
| Complemento           | 50                                                                            |
| Armamento             | 2-4 × 12,7 mm metralhadoras de uso geral                                      |
| Aeronave transportada | Heliporto para 1 x AgustaWestland AW139 ou Eurocopter Dauphin                 |

O KM Pekan é um navio de patrulha offshore da classe ojika operado pela Guarda Costeira da Malásia. Esse navio, juntamente com o KM Arau e KM Marlin foram transferidos da Guarda Costeira do Japão para a Malásia por conta das fortes relações internacionais entre os dois países. Esse barco foi construído como Ojika pela Guarda Costeira do Japão em 1990-1991, mas foi renomeado para Erimo em 1999. No serviço da Malásia, é o maior navio de sua guarda costeira.

## Descrição
O navio tem 91,40 metros (299 ft 10 in) de comprimento e 87,00 metros (285 ft 5 in) entre perpendiculares, com uma viga de 11,00 metros (36 ft 1 in). O deslocamento foi de 1 283 tonelada longas (1 300 t) normal e 1 883 tonelada longas (1 900 t) com carga total. 
Esse navio tinha uma tribulação de 50 pessoas e resistência de 30 dias. Para a sua patrulha, o KM Pekan tem um porta-helicópteros para carregar um helicóptero de tamanho médio

## Construção e carreira
O navio começou a ser construído em novembro de 1989 como um navio líder da sua classe e de um grande navio de patrulha para a Agência de segurança Marítima do Japão. Ele foi estabelecido por Mitsui no seu estaleiro Tamano em 28 de setembro de 1990, e foi lançado com o nome de Ojika em 23 de abril de 1991 e comissionado em 3 de outubro de 1991. A  Agência de segurança Marítima foi renomeada para Guarda Costeira do Japão e Ojika foi renomeado para Erimo em primeiro de outubro de 2000.